# کنجی میزوگوچی
کنجی میزوگوچی (انگلیسی: Kenji Mizoguchi؛ زاده ۱۶ مه ۱۸۹۸ – درگذشته ۲۴ اوت ۱۹۵۶) کارگردان بزرگ اهل ژاپن بود.
وی عمدتاً به عنوان یکی از بزرگ‌ترین و تاثیرگذارترین کارگردانان تاریخ سینمای ژاپن شناخته می‌شود. میزوگوچی در به تصویر کشیدن مصائب تاریخی و خلق تراژدی استاد بود و به دلیل لحن پرسوز و نیز فضای تراژیک و شاعرانهٔ آثارش، به او لقب مرثیه سرای سینما را داده‌اند.
از آثار برجستهٔ کنجی میزوگوچی می‌توان به سانشوی مباشر، اوگتسو مونوگاتاری، زندگی اوهارو و داستان آخرین گل داوودی اشاره کرد.

## ابتدای زندگی
کنجی میزوگوچی در ۱۶ می ۱۸۹۸ در محلهٔ متوسطی به نام هونگو، در شهر توکیو و نزدیک معبد یوشیما به دنیا آمد. پدرش، «زنتارو» به کار تعمیر سقف چوبی خانه‌ها اشتغال داشت و مادر چینی تبارش «ماسا» دختر یک تاجر ناموفق گیاهان دارویی بود. میزوگوچی هفت سال داشت که به دلیل شکست تجاری پدرش، مجبور شد همراه خانواده، به محلهٔ فقیرنشین آساکوزا نقل مکان کند. همزمان با جنگ روسیه، بنا بود پدرش، مقادیری بارانی به ارتش بفروشد، اما چنین نشد. در همان سال، برادر کوچکتر او یعنی «یوشیو» به دنیا آمد؛ در این زمان، «سوزو» خواهر چهارده سالهٔ او را به خانواده‌ای دیگر سپردند تا یک هزینه‌هایشان کمتر شود. آن خانواده نیز، دخترک را به خانه‌ای متعلق به گیشاها فروختند. سوزو تا سال ۱۹۲۵ در آن مکان باقی ماند تا اینکه شخصی او را از آن محل نجات داد و با وی ازدواج کرد.
این نخستین تجارب زندگی، تأثیر عمیقی بر زندگی پرتلاطم میزوگوچی باقی گذارد. به هنگام نقل مکان به آساکوزا، اولین نشانه‌های رماتیسم در او ظاهر شد؛ بیماری‌ای که در تمام عمرش او را رها نکرد. دردهای رماتیسمی به هنگام خشم شدت می‌یافتند و باعث لقوه در شانهٔ راست او می‌شدند. وی در سال ۱۹۰۷ به مدرسهٔ ابتدایی ایشیما رفت و در آنجا با ماتسوتارکائوگوچی آشنا شد. کائوگوچی بعدها رمان‌نویس موفقی شد و فیلمنامهٔ بسیاری از آثار میزوگوچی را به همراه وی نوشت.
میزوگوچی پس از شش سال تحصیل، وقتی یازده سال داشت، دیگر نتوانست به تحصیل ادامه دهد؛ دلیل این امر، فقر مالی خانواده بود؛ پدرش او را نزد اقوامشان در موریوکا فرستاد که در آنجا عموی میزوگوچی در بیمارستانی به شغل داروسازی مشغول بود. او در سال ۱۹۱۲ به خانهٔ پدری‌اش بازگشت؛ اما پدرش که مورد نفرت او نیز بود، اجازه نداد که وی بار دیگر به مدرسه برود. احساس عقب‌ماندگی به دلیل نداشتن تحصیلات رسمی، همهٔ عمر گریبان میزوگوچی را رها نکرد. در ۱۹۱۳ خواهرش شغل طراحی الگوهای کیمونو را برایش دست و پا کرد. دو سال بعد، یعنی زمانی که مادرشان درگذشت؛ سوزو-خواهر میزوگوچی-پدر را به آسایشگاه سالمندان سپرد و دو برادرش را نزد خود برد. میزوگوچی، در مؤسسهٔ آیوباشی، نقاشی رنگ و روغن و آبرنگ به شیوهٔ غربی را آموخت. در آن زمان او شیفتهٔ زندگی شهری در توکیو شد و به تماشای آثار نمایش مختلفی می‌رفت که در آساکوزا و به شیوهٔ غربی اجرا می‌شدند. وی آثار امیل زولا، گی دو موپاسان و لئو تولستوی را می‌خواند اما رمان‌نویسان ژاپنی برایش ارجح بودند؛ کسانی مانند کافوناگی، به دلیل طبیعت‌گرایی‌ای که در آثارش به چشم می‌خورد؛ کویواوزاکی به خاطر روایت‌های جامع و نمادینی که می‌نوشت؛ یا کیوکاایزومی به دلیل پرداخت زیبایی که از ملودرام‌های عصر میجی ارائه می‌کرد.
در سال ۱۹۱۸، میزوگوچی به شهر کوبه رفت تا در آنجا به عنوان طراح تبلیغاتی در روزنامه‌ای مشغول به کار شود؛ او از فضای پیشرفتهٔ شهر و دوستان تازه‌ای که در تماشاخانه‌های شهر پیدا کرده بود، خوشش آمد. وی در این زمان شعرهایی نیز سرود و در همان روزنامه چاپ کرد؛ اما غم غربت او را به توکیو بازگرداند. در آنجا، نزد یکی از دوستانش رفت که در استودیوی فیلمسازی ماکوجیما مشغول به کار بود و از طریق او، با آکایاما، یکی از کارگردانان پیشروی ژاپنی در آن سال‌ها آشنا شد. میزوگوچی علاقه‌مند شد که در زمینهٔ سینما طبع‌آزمایی کند. در ابتدا به هنرپیشگی روی آورد، اما پی برد که قادر است کارهای دیگری نیز انجام دهد؛ مثلاً می‌توانست از روی فیلمنامه‌ها نسخه‌های دیگری رونویسی کند. او می‌گوید: «اولین روزی که وارد استودیو شدم خوب یادم است؛ ابتدا خیال کردم که این هم کاری مثل بقیه شغلهاست، اما در پایان روز، حس کردم کار خوبی یافته‌ام.»
او در آن استودیو، صحنه‌هایی را که بایستی فیلمبرداری شوند، آماده می‌کرد و آنقدر این کار را خوب انجام می‌داد که ایزیوتاناکا، کارگردان ژاپنی، تشخیص داد که وی از عهدهٔ کارگردانی نیز برمی‌آید. در این زمان، اعتصاب معروف کارگردانان و بازیگران در اعتراض به خط مشی جدید استودیوهای فیلمسازی به راه افتاد. آنان به این نکته معترض بودند که چرا در سینما زنان باید در نقش زنان ظاهر شوند. در نمایش ژاپنی، این کار بر عهدهٔ مردان بود. به دلیل اعتصاب و کمبود کارگردان، برای میزوگوچی فرصتی پیش‌آمد تا اولین فیلمش را بسازد. این فیلم، رستاخیز عشق نام داشت و در سوم فوریه ۱۹۲۳ به نمایش درآمد. مقامات رسمی به دلیل طرح طبیعت‌گرایانه و ایدئولوژی پرولتاری، فیلم را به شدت سانسور کردند. او در این فیلم، از میان نویس، به مقدار زیاد ولی مناسب، استفاده کرد. این اولین اقدام او علیه بنشی‌ها بود. بنشیها، راویان فیلم‌ها در دوران سینمایی صامت ژاپنی بودند که بر روی سکوی مخصوصی می‌نشستند و تصاویر را شرح می‌دادند.
در همان سال، میزوگوچی ده فیلم دیگر نیز ساخت که زمان فیلمبرداری هیچ‌یک از آنها، از یک هفته تجاوز نمی‌کرد. یکی از این فیلم‌ها بندر مه‌آلود نام دارد که براساس نمایشنامهٔ آناکریستی اثر یوجین اونیل ساخته شد. قصهٔ این فیلم، از یک بعدازظهر آغاز می‌شود و طلوع آفتاب فردا به پایان می‌رسد. فضای مالیخولیایی فیلم را از نام آن می‌توان حدس زد. میزوگوچی، در این فیلم، با استفاده از دوربین، آن‌چنان روایت واضح و آشکاری را ارائه می‌دهد که صرفاً وجود تعداد محدودی میان‌نویس در فیلمش کفایت می‌کند. خود او، از پیشتر اعتقاد داشت که در سینمای صامت نیازی به وجود بنشی‌ها نیست. فیلم دیگر او، خون و روح نام دارد. این فیلم نمایانگر تأثیر اکسپرسیونیستی مطب دکتر کالیگاری است. تنوع آثار اولیهٔ میزوگوچی را در فیلم‌های ۸۱۳، براساس داستان بازرس آرسن لوپن اثر موریس لوبلانش و آوای کوهستان براساس نمایشی از لیدگریگوری، از پیشگامان ادبیات نمایشی ایرلند، می‌توان مشاهده کرد.
زلزلهٔ عظیم سال ۱۹۲۳ در توکیو، باعث شد تا خواهر میزوگوچی از آنجا نقل مکان کند و پدرش را نیز همراه ببرد. میزوگوچی نیز، به استودیوی نیکاتسوکیوتو منتقل شد. واو در این استودیو، بسیاری از آثارش را ساخت. وی که از بافت قدیمی شهر توکیو خوشش آمده بود، تصمیم گرفت برای همیشه ساکن آنجا شود؛ و همراه با دوستش، در آپارتمانی در این شهر زندگی می‌کرد. در تابستان ۱۹۲۵ دوستش بر اثر خشم ناشی از حسادت، با یک تیغ به میزوگوچی حلمه‌ور شد و او را زخمی‌کرد. این حادثه، باعث بدگمانی تهیه‌کنندهٔ فیلم تلالو در غروب سرخ نسبت به میزوگوچی شد و برای همین، او نتوانست این فیلم را بسازد.
جی.دی.اندرو معتقد است آثاری که میزوگوچی پس از اکتبر ۱۹۲۵ ساخت، حال و هوای متفاوتی دارند. این تفاوت، از لحظه‌ای آغاز می‌شود که کمال‌گرایی مطلق کارگردان و غمخواری او نسبت به رنج و رفتار بد با زنان، بروز می‌کند. البته قضاوت در این مورد دشوار است؛ زیرا تقریباً هیچ‌یک از آثار اولیهٔ میزوگوچی باقی نمانده‌اند. اولین فیلمی که از میزوگوچی هنوز یافت می‌شود،آواز خانه نام دارد که فیلمی است استودیویی و ناشی از تجارب شخصی خود کارگردان. در این فیلم، معیارهای سنتی، در شهر و حاشیهٔ آن بررسی می‌شوند. میزوگوچی. در این فیلم به پاره‌ای تجربیات مونتاژی دست زده‌است. فیلمنامهٔ این اثر که نوشتهٔ ایونوسوکه شی می‌زو است، برندهٔ جایزهٔ وزارت آموزش و پرورش ژاپن شد. میزوگوچی از دوست دوران مدرسه‌اش کائوگوچی خواست برایش فیلمنامه بنویسد که نتیجهٔ آن فیلمی است با عنوان رنج خانم معلم، که هم مخاطب عام را به وجد آورد و هم تهیه‌کنندهٔ فیلم را. استقبال از فیلم، چنان بود که برای نخستین بار فیلمی از میزوگوچی به اروپا راه یافت و در آنجا نیز، موفقیت‌هایی کسب کرد. علاقهٔ فرانسوی‌ها باعث شد تا میزوگوچی بپذیرد که فیلم دیگری صرفاً برای مخاطبان خارجی بسازد؛ فیلمی براساس رمان نیهون باشی اثر کیوکا ایزومی که در این رمان، تصویری از ژاپن سنتی ارائه شده‌است.
دربارهٔ حضور میزوگوچی در جریان‌های چپگرا، بحث بسیار شده‌است؛کائوگوچی معتقد است که دوستش صرفاً به این دلیل با محافل چپگرا رفت‌وآمد داشت که آن روزها، مارکسیسم باب شده بود. به‌هرحال گرایش‌های چپگرایانهٔ میزوگوچی باعث درگیری او با مینوروموراتا رئیس راستگرای استودیوی فیلمسازی شد. با این حال، موقعیت میزوگوچی به عنوان سرپرست بخش فیلمنامه‌نویسی استودیو باعث شد که بتواند فیلم مارش توکیو را بسازد. این فیلم به گونه‌ای بی‌سابقه، از شیوهٔ فیلم‌های خبری بهره می‌برد.
موفقیت آن باعث شد تا تهیه‌کننده اجازهٔ ساخت سمفونی متروپولیتن را بدهد. این فیلم، در ادارهٔ سانسور با مشکل مواجه شد؛ کارگردان را توبیخ کردند و هایاشی، نویسندهٔ فیلمنامه که مارکسیست بود، به زندان افتاد؛ اما با این حال، فیلم در فهرست نشریهٔ سینمایی سینمای ژاپن مقام دهم را کسب کرد.
مسئله‌ای که بیش از سیاست بر زندگی و شاید حرفهٔ میزوگوچی تأثیر گذاشت ازدواج ناگهانی او با چی اکوساگا دختری اهل اوزاکا بود که در سال ۱۹۲۶ با میزوگوچی آشنا شد. درخواست چی‌اکو برای سر و سامان یافتن زندگی شوهرش، باعث مشاجره‌های خشونت‌آمیزی میان آن دو شد؛ ولی پس از جدایی کوتاه مدتی، میزوگوچی به همسرش قول داد که وضعیت موجود را اصلاح کند.

## دوران حرفه‌ای
اولین فیلم ناطق میزوگوچی وطن نام دارد که در سال ۱۹۳۰ آن را ساخت. این اثر، اولین فیلم ناطق سینمای ژاپن نیز محسوب می‌شود و همانند دیگر آثار ابتدایی ناطق، تکنیک صدابرداری آن ضعیف است. او در فیلم بعدی‌اش معشوقهٔ یک خارجی که فیلم صامتی است. به گونه‌ای منطقی از نمای بلند یا نما- صحنه استفاده کرده‌است. این اولین فیلمی است که میزوگوچی در آن از نمای بلند بهره برده‌است؛ این شیوه، بعدها به عنوان جزئی مهم از سبک میزوگوچی شناخته شد. او می‌گوید: "طی فیلمبرداری یک صحنه، اگر حسی عاطفی بر صحنه حاکم باشد، دلم نمی‌خواهد صحنه را قطع کنم. تا آنجا که ممکن است، آن را کش می‌دهم."
او در سال ۱۹۳۳ تصمیم گرفت براساس رمان جیکتسو کیوتو فیلمی بسازد. پیش از این، براساس این رمان فیلمی ساخته شده بود؛ اما نویسندهٔ آن، کیوکو ایزومی، از فیلم راضی نبود؛ برای همین در نوشتن فیلمنامه، با میزوگوچی نیز همکاری نکرد. ایزومی، نسبت به انتخاب بازیگران فیلم میزوگوچی نیز معترض بود. فیلمبرداری این فیلم، پیش از کامل شدن فیلمنامه آغاز شد؛ تغییرات، روزبه‌روز در فیلمنامه اعمال می‌شد و فیلمبرداری، چهل روز طول کشید. نتیجهٔ این همه دقت توأم با وسواس، موفقیت فیلم نزد تماشاگران و منتقدان بود. در جدول ارزش گذاری نشریهٔ سینمای ژاپن این فیلم ردهٔ دوم را کسب کرد. داستان فیلم، روایت عشق تراژیک تاکی نوشیرایتو، نسبت به دانش‌آموز ضعیف و منفعلی به نام کینیا است. تاکی، نمونه‌ای از زنان عصیانگر در بسیاری از آثار میزوگوچی است. این زنان کار می‌کنند تا استقلال مالی داشته باشند. آنان در راه عشق نخستین گام‌ها را برمی‌دارند. تاکی، در مواجهه با مشکلات مصمم به حمایت از کینیاست تا درسش را تمام کند و به شغل وکالت مشغول شود، دلیل تاکی برای این کارش، این است که زمانی که تاکی متهم به قتل شود، کینیا می‌تواند از او حمایت کند. فیلم با خودکشی هر دو عاشق به پایان می‌رسد. در این فیلم، از نماهای درشت و تدوین روایی آزادانه استفاده شده‌است، با این حال، این فیلم تمایل روزافزون میزوگوچی به استفاده از نماهای بلند را نیز نشان می‌دهد. نکتهٔ قابل اشارهٔ دیگر، تنخواهی پنهان اما بسیار کارآمد فیلم است.
او در همان سال، فیلم جشنوارهٔ گیون را همزمان با برگزاری جشنواره‌ای به همین نام ساخت. این جشن سالیانه و باشکوه هر سال در کیوتو برگزار می‌شود. هیروشی میتسوتانی، طراح صحنهٔ این فیلم و فیلم قبلی میزوگوچی بود. او در تمامی آثار بعدی این فیلمساز نیز، با او همکاری کرد. طراحی‌های تانی نیز بخشی مهم از شیوهٔ نما-صحنه در آثار میزوگوچی محسوب می‌شوند؛ تا آنجا که منتقدی ژاپنی، معتقد است که در آثار میزوگوچی، صحنه‌پردازی عملی محوری است؛ و حتی می‌توان گفت که قهرمان اصلی فیلم او، همین طراحی صحنه است. وسواس بیمارگونهٔ او در پرداختن به نکات جزئی در صحنه‌پردازی، به گونه‌ای است که برخی آثار او همچون موزهٔ هنرهای تزیینی می‌دانند. میزوگوچی، در گفتگویی که با تعدادی از دانشجویان سینما داشت، به اهمیت فضاسازی در فیلمهایش اشاره کرد و آن را همردیف نور در نقاشی دانست. بنا به گفتهٔ ماسومورا، منتقد ژاپنی صحنه‌پردازی باعث می‌شود تا ماهیت واقع‌گرایانهٔ آثار میزوگوچی بسیار به چشم آید. توجه همیشگی او به جزئیات، باعث ایجاد فضایی می‌شد که در آن فضا، بازیگران می‌توانستند بازی‌های با اصالتی ارائه کنند.

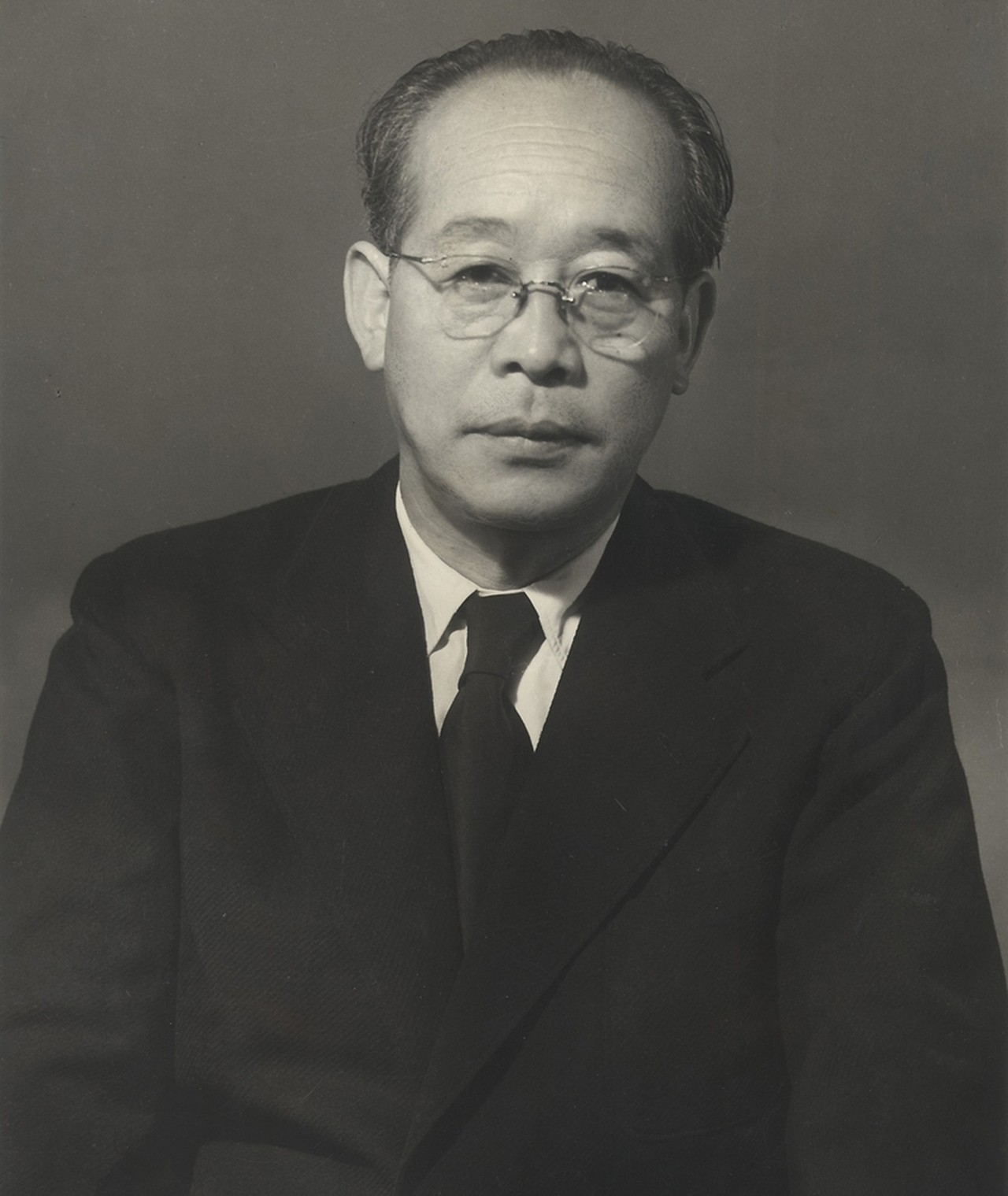
کنجی میزوگوچی

سقوط اوسن قصهٔ سوکیچی است، مردی جوان که دلش می‌خواهد پزشک شود. اوسن زنی زیباست که برای یک گنگستر کار می‌کند. سوکیچی هم همان‌جا مشغول به کار است. هر دوی آن‌ها تحت فشار این شرایط هستند تا اینکه تصمیم می‌گیرند، باهم بگریزند و آن گنگستر را به پلیس لو دهند. اوسن، معشوقش را به مدرسهٔ پزشکی می‌فرستد و بی‌آنکه سوکیچی خبر داشته باشد، به سوی کار قبلی خویش بازمی‌گردد. در این میان، او را به جرم دزدی به زندان می‌اندازند. بدین‌گونه، او از مدار زندگی سوکیچی خارج می‌شود. سال‌ها بعد، سوکیچی که پزشک شده‌است، هنگام بازگشت، اوسن را در ایستگاه راه‌آهن می‌بیند. او درمی‌یابد که این زن به شدت بیمار است و عقلش را نیز از دست داده‌است، به‌طوری که نمی‌تواند سوکیچی را به خاطر بیاورد. این خلاصه قصه، در فیلم، روایت پیچیده‌ای به خود می‌گیرد. فیلم، با صحنهٔ ایستگاه راه‌آهن شروع می‌شود. با استفاده از فلاش‌بک گذشته این دو شخصیت را می‌بینیم. در سکانس افتتاحیه با کمک تدوینی استادانه، استفاده از نماهای درشت و حرکت دوربینی که خود را به رخ می‌کشد، گذشته و حال درهم تلفیق می‌شوند. نوئل بورچ این قصهٔ احساس‌برانگیز را «یک شعر باشکوه باروک» می‌نامد. چه بسا این قضاوت بورچ براساس صحنهٔ پایانی فیلم صورت گرفته باشد:در بیمارستان، شاهدیم که اوسن کاملاً غرق در دنیایی خیالی خویش، با تیغ به دشمنان خیالی معشوقش حمله‌ور می‌شود و سپس، با حالتی رقت‌انگیز، به سوی بستر خویش بازمی‌گردد.
مرثیهٔ اوزاکا در سال ۱۹۳۶ ساخته شد و در جدول ارزش گذاری نشریهٔ سینمای ژاپن، مقام سوم را به خود اختصاص داد. اغلب منتقدان ژاپنی اعتقاد دارند که این فیلم، اولین شاهکار میزوگوچی است. ایسوزو یامادا، در این فیلم، نقش دختری را ایفا می‌کند به نام آیاکو که نمونه‌ای مشخص از همان قهرمانان زن در آثار این کارگردان است. او منشی یک شرکت داروسازی است. آیاکو، برای نجات پدرش از زندان، به پول نیاز دارد. صاحب شرکت، در مقابل پرداخت پول، تقاضای نامشروعی دارد. ابتدا دختر یکه می‌خورد. در این میان از دست نامزدش نیز، کاری ساخته نیست. او سرانجام می‌پذیرد که با رئیس شرکت ارتباط داشته باشد؛ اما همسر رئیس به این ارتباط پی می‌برد. آیاکو مجبور می‌شود برای نجات خانواده، تن به کاری بدهد که از آن راضی نیست. اما رئیس آن خانهٔ بدنام نیز پولی را که آیاکو می‌خواهد، به او نمی‌دهد. سرانجام، آیاکو بر آن می‌شود رئیس را فریب دهد تا پول موردنظر را به دست آورد. در واپسین نمای فیلم که نمایی درشت است، آیاکو را می‌بینیم که به گونه‌ای اعتراض‌آمیز، به دوربین زل زده‌است.

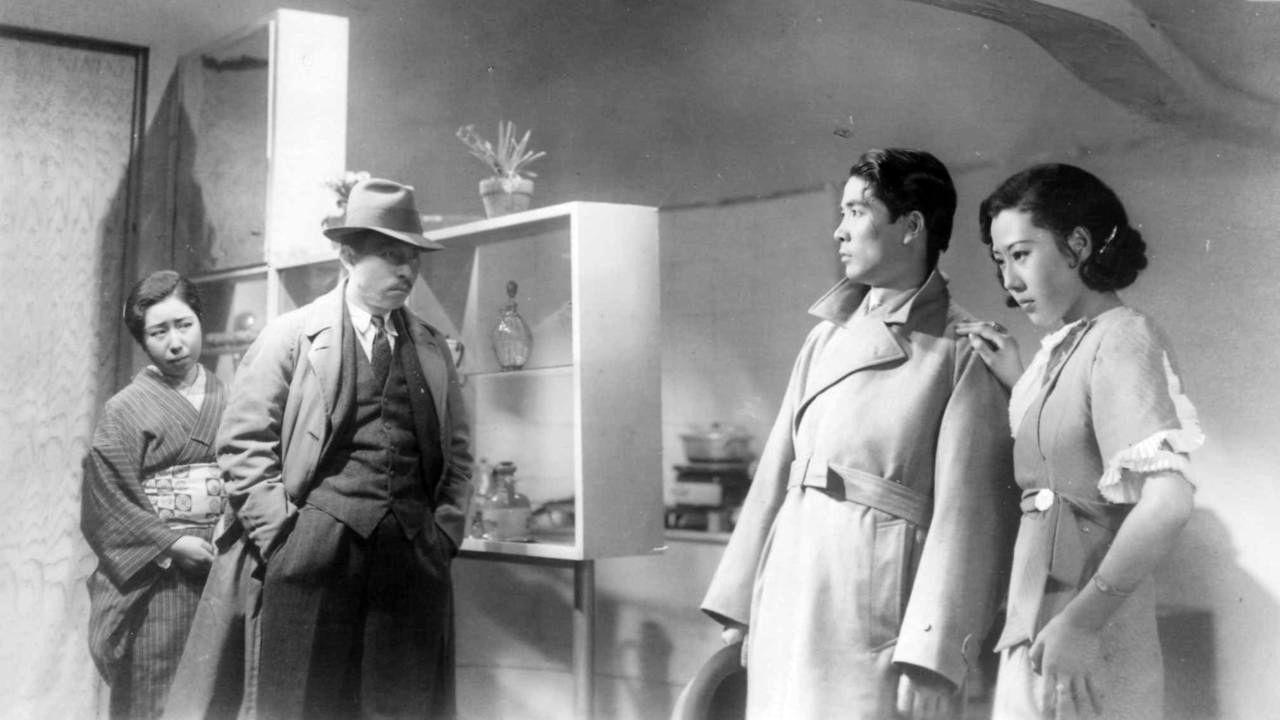
نمایی از فیلم مرثیهٔ اوزاکا

اغلب منتقدان، این فیلم را پیشگام واقع‌گرایی در سینمای ژاپن می‌دانند. مرثیهٔ اوزاکا نمایانگر توجه به زیبایی فرم تصاویری است که به همان نسبت نیز، شخصیت‌پردازانه‌اند. میزوگوچی در این فیلم، برای نخستین بار با یوشین کاتا یودا، به عنوان فیلمنامه‌نویس، همکاری کرد. یودا بهترین همکار میزوگوچی محسوب می‌شود. او قادر بود با فروتنی هرچه تمامتر، فیلمنامه‌ای را ده‌ها بار بازنویسی کند؛ همچنان‌که در مورد مرثیهٔ اوزاکا، چنین شد. میزوگوچی، هیچ‌گاه به فیلمنامه‌نویس خود نمی‌گفت که چه انتظاری از او دارد؛ اما از لابلای حرفهایش می‌شد فهمید که او مایل است شخصیتها آنقدر واقعی باشند که بوی بدنشان به مشام برسد. میزوگوچی به یودا می‌گفت: «آدمهای سنگدل، لذتجو، خودخواه و ستمکار را برایم تشریح کن. اینها کسانی نیستند جز همین آدمهای نفرت‌انگیزی که در دنیا زندگی می‌کنند.» یودا، احساسات پنهانی را که از لحاظ فرم، در آثار میزوگوچی بسیار بدان‌ها توجه شده‌است، چنین شرح می‌دهد: «او در مقابل چهرهٔ آدمها، اشیا و افکاری که به ذهنش حمله‌ور می‌شدند، تاب ایستادگی نداشت. وی خشم و احساس تلخی را که برایش قابل تحمل نبود، در گریه‌های هیستریکی که سر می‌داد، بیرون می‌ریخت.» برخلاف تحسین منتقدان، مرثیهٔ اوزاکا فروش خوبی نداشت. وزارت کشور، برای میزوگوچی احضاریه فرستاد. نزدیک بود ادارهٔ سانسور، فیلم را توقیف کند. پخش‌کننده‌ها نیز برای پخش و نمایش فیلم دچار سردرگمی شدند.
خواهران گیون (۱۹۳۶) قصهٔ دو خواهر را روایت می‌کند که گیشایند. خواهر بزرگتر، اومه کیچی موجودی جوانتر، از سنتهایی که حرفهٔ آن‌ها ایجاب می‌کند، بیزار است. اومه گیچی خود را مدیون بازرگانی ورشکسته می‌داند که قبلاً از او حمایت می‌کرد؛ از او می‌خواهد که به گیون بیاید و نزد او و خواهرش زندگی کند. اما اوموچا، نقشه‌های دیگری در سر دارد. او بازرگان را وادار به ترک خانه‌شان می‌کند. اوموچا کیمونوی گرانقیمتی را با فریب دادن فروشندهٔ جوان فروشگاهی، به چنگ می‌آورد. رئیس فروشگاه، فروشندهٔ فریب‌خورده را اخراج می‌کند؛ اوموچا هم به جوان وقعی نمی‌نهد. مرد جوان او را می‌دزدد و با خشونت با او رفتار می‌کند؛ سپس او را که به شدت مجروح شده‌است، از تاکسی در حال حرکت، به بیرون پرت می‌کند. در پایان فیلم، اوموچا را می‌بینیم که روی تخت بیمارستان خوابیده‌است و خواهرش و بازرگان کنار اویند. اوموچا مردها و زندگی گیشاها را به باد ناسزا می‌گیرد.
آشناترین مؤلفه‌های سبک میزوگوچی را در این فیلم می‌توان دید؛ یعنی نماهایی بلند که طی آن‌ها دوربین از موضوع فاصله دارد. در بخش عمدهٔ صحنه‌ای که اوموچا مؤدبانه بازرگان ورشکسته را از خانه بیرون می‌کند، شخصیتها در قسمت چپ پرده قرار دارند؛ آن‌ها پشت میزی نشسته‌اند و ما به عنوان تماشاگر از درامی که میان این دو در جریان است و از جزئیات جهانی که در آن دست و پا می‌زنند، باخبر می‌شویم. دانلد ریچی می‌گوید: «این فاصلهٔ آزادانه و فارغ البالی که دوربین با موضوع دارد و اغلب، در آثار میزوگوچی به چشم می‌خورد، باعث می‌شود که نگاه ثابت و ایستای دوربین با بی‌اعتنایی و بی‌علاقگی توأم شود. » چنین میزانسنهایی در آثار میزوگوچی، نوئل بورچ را وامی‌دارد تا از «کیفیت نهایتاً غیر مردمی سبک شاخص میزوگوچی» سخن به میان آورد. اولین نمای فیلم، نمای متحرکی است به سبک نوشته‌های ژاپنی که بر روی طومار نوشته می‌شوند. حرکت عرضی دوربین در خانهٔ بازرگان گذشتهٔ پر از نشاط او و وضعیت فعلی و درهم‌ریختهٔ او را به‌خوبی منعکس می‌کند. ابتدا تابلویی را می‌بینیم که نشان می‌دهد خانه را به حراج گذاشته‌اند؛ آنگاه اتاقی را می‌بینیم پر از وسایلی که قرار است حراج شوند. سپس دیزالو به یک نمای معرف از خود بازرگان صورت می‌گیرد که صدای حراج‌کننده‌های وسایل او را از بیرون خانه می‌شنویم. تضاد ارزش‌ها میان گذشته و حال، که در وجود این دو خواهر متجلی شده‌است، با شیوهٔ فاصله‌گذاری میزوگوچی تشدید می‌شود. در این شیوهٔ روایت، این امکان وجود دارد که تماشاگر به هر سو توجه کند.
میزوگوچی گفته‌است که جوزف فون اشترنبرگ بیشترین تأثیر را، به ویژه در استفاده از صدا، بر او گذارده‌است. در سال ۱۹۳۶، میزوگوچی بعدازظهری را با اشترنبرگ گذراند. این ملاقات با ساخت فیلم عشق و نفرت مصادف بود. طی ساخت این فیلم، همکاران میزوگوچی بارها از وسواس‌های او سخن گفته‌اند؛ از جمله اینکه او، صحنه‌ای را با حضور بازیگر فیلمش فومیکو یاماجی طی سه روز چندین بار تمرین کرده‌است. یودا، (به تصویر صفحه مراجعه شود) فیلمنامه‌نویسش، می‌گوید میزوگوچی به او گفته بود که وی تنها، ایده‌ای کلی از آنچه را که می‌خواست به بازیگرانش ارائه می‌کرد؛ سپس، آن‌ها را به حال خود رها می‌کرد تا «زندگی کنند و خود، خویشتن را بیافرینند.» میتسوتانی، طراح صحنهٔ آثار میزوگوچی، می‌گوید گاه اگر یک صحنهٔ طولانی، خوب از آب درنمی‌آمد، او از بازیگرانش می‌خواست تا بر اساس برداشتهای ذهنیشان از صحنهٔ مذکور، آن را تمرین کنند و وقتی آمادهٔ اجرای آن شدند، خبرش کنند.
میزوگوچی، در سال ۱۹۳۸ برخلاف خواست خود، فیلم آواز اردو را ساخت که اثری میهن‌پرستانه و سفارشی بود. در سال ۱۹۳۹ او و پنج کارگردان دیگر، به منچوری فرستاده شدند. پس از آن میزوگوچی علی‌رغم پیشنهادهای کمپانی توهو، به کمپانی شوچیکو پیوست و فیلمی ساخت که اولین فیلم از سه‌گانه‌ای است که در مورد تئاتر دوران میجی ساخت. این بازگشت به مایه‌های تاریخی، در واقع، برای او گریزی بود از فشار سانسور و فشار سرکوبگر نظامیان در دوران جنگ با چین.
داستان آخرین گل داوودی را برخی منتقدان اثری واقعیت گریز می‌دانند؛ اما نوئل بورچ آن را اثری عمیقاً فمینیستی قلمداد می‌کند. فیلم در ظاهر، قصهٔ یک هنرمند کابوکی به نام کیکونو سوکه است. او عاشق توکو، مستخدمهٔ خانه‌شان می‌شود که در واقع، فیلم قصهٔ زندگی اوست. اتوکو شهامت به خرج می‌دهد و به کیکونوسوکه می‌گوید که هنرپیشهٔ بدی است. زمانی که خانوادهٔ کیکو، به اتوکو فشار می‌آورند که آنجا را ترک کند؛ کیکو نیز همراهش می‌رود. او با عشق و حمایت روحی این دختر، بازیگری را در مدرسهٔ بازیگری فرا می‌گیرد. پنج سال بعد، او به خانواده‌اش ملحق می‌شود. اتوکو خود را از زندگی کیکو بیرون می‌کشد، چرا که حضورش را مانعی بر سر راه این هنرپیشهٔ بزرگ می‌بیند. در مراسمی که به افتخار بازیگران برجستهٔ تئاتر کابوکی برگزار شده‌است، به کیکو خبر می‌رسد که اتوکو به شدت بیمار است. او نزد دختر می‌رود؛ اما اتوکو او را به سمت زندگی درخشانی که در پیش دارد، سوق می‌دهد. در انتها می‌بینیم که جمعیت، کیکو را تحسین و قدردانی می‌کند و اتوکو نیز مرده‌است. از خودگذشتگی این زن قهرمان که قویتر و هوشمندتر از آدم‌های پیرامون خویش است؛ کنایه‌ای است به یک وضعیت متضاد؛ مثلاً می‌دانیم که تخصص کیکو، بازی در نقش زنان است. جان پیم می‌گوید: «صحنه‌های فیلم، تک‌تک جزئیات روحی بشری را در خود دارند.» ریچارد تاکر معتقد است که صحنه‌های ابتدای فیلم، تماشاگر را از «پشت صحنهٔ جهان» باخبر می‌کند. بورچ نیز تحلیل دقیقی از صحنهٔ اخراج شدن اتوکو از آن خانه ارائه می‌کند و شرح می‌دهد که چگونه دوربین همواره متحرک میزوگوچی، روند پیشرفت درام را کشف می‌کند. این فیلم، با موفقیت روبرو شد؛ در فهرست نشریهٔ سینمای ژاپن مقام دوم را به دست آورد و وزارت آموزش و پرورش نیز به کارگردان جایزه داد.
در سال ۱۹۴۰ میزوگوچی به ایده‌ای قدیمی در مورد یک استاد عروسک‌ساز پرداخت. خانم کینویو تاناکا، همان بازیگری بود که میزوگوچی برای بازی در این فیلم در نظر داشت. اولین روزی که تاناکا سر صحنهٔ فیلم حاضر شد، کارگردان نوشته‌ای در مورد تئاتر باتراکو به او داد و گفت که خودش را با جهان درون این نوشته عجین کند. براساس نظر میزوگوچی، هنرپیشه‌ها موظف بودند که پس‌زمینهٔ نقش خویش را مطالعه کنند. اما بایستی گفتگوهایشان را خیلی سریع حفظ می‌کردند؛ به همین خاطر میزوگوچی گفتگوهای هر روز را روی تخته سیاهی می‌نوشت. هیسا کاتسوتسوجی، برنامه‌ریز و دستیار میزوگوچی در فیلم‌های آخرش، می‌گوید متنی که روی تخته سیاه نوشته می‌شد، تنها بخش‌های خاصی از فیلمنامه بود؛ بخش‌هایی که کارگردان بازنویسی کرده بود. هیچ‌کدام از این نوشته‌ها متن نهایی محسوب نمی‌شد. میزوگوچی سر صحنه، آخرین تغییرات فیلمنامه را روی تخته سیاه می‌نوشت.
برخلاف آنچه در مورد ماهیت طاقت‌فرسای سبک میزوگوچی گفته می‌شود، خانم تاناکا چنین پیامدهایی را در سبک میزوگوچی موجه می‌داند. او می‌گوید چنین شیوه‌ای، در بازیگر تنش ایجاد می‌کرد، بهتر می‌توانست بازی‌اش را ارئه دهد. سر صحنه، دستور العمل میزوگوچی به بازیگر، کلی بود: «در مقابل شخصیتی که در فیلمنامه وجود دارد مثل یک آینه عمل کن؛ آن را منعکس کن و طبیعی باش!» او جز این چیزی نمی‌گفت.
کمپانی شوچیکو، به دلیل فضای نامتعارف آثار میزوگوچی، که با زمانه همخوانی نداشت؛ کمتر به او امکان ساخت فیلم می‌داد؛ اما فیلم بعدی وی این فرصت را فراهم آورد تا میزوگوچی، اثری بسازد که با شرایط روز و حکومت کشور همسو بود. این فیلم، که در کارنامهٔ میزوگوچی اثر مهمی محسوب می‌شود، ۴۷ رونین یا The loyal forty seven Ronin of Genroku نام دارد که داستانش در اوایل قرن هجدهم می‌گذرد و براساس یکی از افسانه‌های بزرگ حماسی ژاپن ساخته شده‌است. فیلمنامهٔ این فیلم، ار مشترک یودا و کن‌چیروهارا، و بر اساس نمایشنامه‌ای تاریخی بود.
آسانو، یکی از دو دایمیو [ارباب‌های ایالتی]، مأمور است برای دیداری سلطنتی از شوگان، مقدمه جشن‌هایی را فراهم کند. او از توهین و فریبکاری همکار دیرین خود، یعنی کرا، خشمگین می‌شود و طی یک درگیری، او را با شمشیر زخمی می‌کند. آسانو، به دلیل شمشیرکشی در قصر شوگان، مجبور می‌شود که هاراکیری کند. دارایی او ضبط می‌شود و افرادش به Ronin، یعنی سامورایی بی‌استاد، بدل می‌شوند. اما گروهی از آنها، به رهبری اوی‌شی، قسم یاد می‌کنند که انتقام بگیرند. با این حال، ماه‌ها از ترس کینه‌جویی کرا، پنهان می‌شوند. پس از گذشت یک سال، این گروه وفادار، به خانه کرا حمله می‌کنند؛ او را می‌کشند و به معبدی پناه می‌برند. زمانی که دلیری و وفاداری آن‌ها به اثبات می‌رسد، اجازه می‌یابند با افتخار، هاراکیری کنند.
حکومت ژاپن برای بزرگداشت خاطرهٔ باشیدو، قهرمان بزرگ ژاپنی، تصمیم گرفت بودجهٔ زیادی در اختیار میزوگوچی قرار دهد تا فیلمی دربارهٔ این قهرمان بسازد. فیلم، در دو قسمت و میان ژوئن ۱۹۴۱ تا فوریه ۱۹۴۲ به نمایش درآمد. قسمت اول فیلم ۵۳۰ هزار ین هزینه داشت؛ درحالی‌که در آن دوران هزینهٔ ساخت هر فیلم ۱۰۰ هزار ین بود. اگرچه فیلم از لحاظ مالی با شکست روبرو شد، اما ظاهراً دولت از فیلم رضایت داشت.
تمامی توجه میزوگوچی در این فیلم، صرف جزییاتی شد که در خدمت روایتی قدرتمند قرار می‌گیرند؛ روایتی که هر نوع کنش چشمگیر و خارق‌العاده را پس می‌زند (مثلاً حمله به مقر کرا و خودکشی دسته جمعی افراد در فیلم، نمایش داده نمی‌شوند) تمرکز فیلم بر آیینهاست و محوریت آن را ابهام و جستجو تشکیل می‌دهد. نوئل بورچ این فیلم را مهم‌ترین اثر هنری اقتباسی از یک دورهٔ مشهور تاریخ ژاپن می‌داند.
حرکت دوربین در این فیلم، دستاورد مهمی نیز دربرداشت؛ میزوگوچی برای نخستین‌بار، در این فیلم از حرکت کرین استفاده کرد. در صحنهٔ بازجویی و مرگ آسانو، دوربین‌سوار بر کرین است و گویی می‌خواهد به درون این فضاهای کوچک آیینی راه یابد. در مورد اینکه آیا فیلم بر ارزش‌های سنتی صحه می‌گذارد یا آن‌ها را زیر سؤال می‌برد، بحث‌های زیادی به راه افتاد. برخی از منتقدان ژاپنی مانند کیکومک دانلد، اعتقاد دارند که میزوگوچی، اصولاً خلقیات و روحیات سامورایی‌ها را نمی‌شناخت. برخی دیگر لایهٔ پیچیده‌تری در فیلم مشاهده کردند و آن را از کی اثر صرفاً تبلیغی به دور دانستند.
در زمان فیلمبرداری قسمت دوم این فیلم، همسر میزوگوچی دچار جنون شد که تا پایان عمرش در بیمارستان روانی ماند. میزوگوچی نیز نزد خواهرش رفت که شوهرش را در جنگ از دست داده بود و با دو فرزندش زندگی می‌کرد. پس از تسلیم ژاپن در برابر نیروهای آمریکایی، میزوگوچی به عنوان رئیس اتحادیهٔ کارگری در کمپانی شوچیکو انتخاب شد. پس از گذشت سه ماه، به سبب اعتصاب اعضای این کمپانی، فیلمی در آنجا ساخته نشد و به همین دلیل میزوگوچی آنجا را ترک کرد. اولین اقدام توأم با تردید میزوگوچی برای همکاری با امریکاییان مستقر در ژاپن، پرداختن به موضوع‌های آزادیخواهانه مانند پیروزی زنان (۱۹۴۶) بود. کیکومک دانلد، این فیلم را تحسین کرد و آن را «تجلیل بی‌پرده از حقوق زنان» دانست. فیلمنامهٔ این فیلم را کوگونودا و اکانتوشیدو نوشته‌اند. فیلم، دربارهٔ یک زن وکیل است به نام هیروکو با بازی کینویو تاناکا که معشوق او، یامائوکو، در بیمارستان بستری است. یامائوکو، به لحاظ روحی و فیزیکی، درهم شکسته‌است. او طی دوران جنگ، به دلیل عقاید خطرناک آزادیخواهانه‌اش، زندانی بود. در این میان، هیروکو، دفاع از یک دوست قدیمی دوران مدرسه‌اش را بر عهده می‌گیرد. این زن که بسیار فقیر است، شوهرش را از دست داده و فرزند خود را خفه کرده‌است. دادستان محافظه کار دادگاه، کسی نیست جز شوهر خواهر هیروکو که خود او در سال‌های جنگ یامائوکو را نیز به زندان انداخته‌است. رأی دادگاه را در فیلم نمی‌بینیم. طی جریان دادگاه، یامائوکو می‌میرد. هیروکو سعی دارد بیش از گذشته برای به چنگ آوردن عدالت اجتماعی دست به مبارزه بزند. خواهرش، تصمیم می‌گیرد از شوهرش جدا شود و در پی کسب استقلال خویش باشد. کیکومک دانلد، به یک نقص عمدهٔ فیلم اشاره می‌کند و می‌گوید: «یکی از بزرگ‌ترین عیبهای فیلم این است که هیروکو و یامائوکو، شخصیتهایی به شدت کلیشه‌ای دارند و بیشتر به درد تندروهای سیاسی و کتابهای مصور می‌خورند.»
در این دوران، علی‌رغم تورم و عدم امکان مالی در جامعه، صنعت سینما توانست تا حد زیادی برای خود مشتری دست‌وپا کند. فیلم بعدی میزوگوچی، در واقع پاسخی است به وضع موجود؛ اما بنا به گفتهٔ تونی رینز، فیلم اوتامورا و پنج زنش شرحی پیچیده از زندگی و عشقهای این نقاش ژاپنی است؛ به این دلیل، فیلم را باید بیشتر اثری شخصی و دشوار دانست. یودا، فیلمنامه‌نویس این فیلم، اذعان دارد که به گونه‌ای ناخودآگاه می‌توان تصویر میزوگوچی را در شخصیت اوتامارو مشاهده کرد. فضای قرن هجدهمی فیلم، برای نیروهای اشغالگر قابل هضم نبود، زیرا آن‌ها این دوران را فئودالی می‌دانستند. میزوگوچی اصرار داشت که سوژهٔ فیلمش ربطی به سامورایی‌ها ندارد، بلکه قهرمان او هنرمندی آزاداندیش و مردمی است. او همچنین به مقامات رسمی قول داد که نگاه فیلمش به حقوق زنان، نگاه تازه‌ای باشد. سرانجام، با ساخت این فیلم موافقت شد؛ با این حال، در طول ساخت فیلم، بیش از حد به او مشاوره می‌دادند. این فیلم، قصهٔ دراماتیک زندگی هنرمندی نقاش، مدلها، معشوقه و دوستان اوست. یکی از نقاشی‌های او خشم مقامات را برمی‌انگیزد، برای همین پنجاه روز محرومیت از نقاشی محکومش می‌کنند. اگرچه این فیلم، اثر کوچکی است اما نمی‌توان آن را نادیده گرفت. جااتان رزنباوم، فیلم را نمایانگر هنر پیچیدهٔ کارگردان آن می‌داند و فیلم را با مونپارناس ۱۹ و سلطانی در نیویورک مقایسه می‌کند. به نظر او، دشواری‌های فیلم را باید ناشی از عظمت آن دانست. دوربین میزوگوچی، در اینجا نیز، همواره از موضوع فاصله دارد و نمی‌گذارد کرانه‌های متفاوت طرح داستانی فیلم، در جان بیننده رسوخ کنند. مضمون واقعی این فیلم بیش از آنکه در مورد خود هنر باشد، دربارهٔ وضعیت و پیامدهای جایگاه هنر در جامعه است.
میزوگوچی در ۱۹۵۱ دوشیزه اویو را ساخت. این فیلم که اقتباسی از رمان آشی‌کاری بود، نه به لحاظ تجاری توانست موفقیتی کسب کند و نه نظر منتقدان را به خود جلب کرد. فیلمبردار این فیلم، کائوزو میاگاوا که این اولین همکاری او با میزوگوچی بود، در مورد وی می‌گوید: «هرگز در همکاری با او مشکلی نداشتم؛ آنچه درباره‌اش گفته می‌شود، ساختهٔ ذهن آنهایی است که او را نمی‌شناسند… البته رفتار او نیز، کمتر جایی برای تحسین دیگران باقی می‌گذارد.»
میزوگوچی همواره با خلق یک فضا، فیلمش را آغاز می‌کرد و سپس هنرپیشه‌ها و خود صحنه‌های آن فیلم را در این فضا جای می‌داد. او به این دلیل بیشتر صحنه‌های فیلمش را با لنز واید فیلمبرداری می‌کرد که نمی‌خواست هیچ ذره‌ای خارج از میدان وضوح دوربین قرار گیرد؛ و حتی می‌گفت پس‌زمینهٔ تصویر نیز باید وضوح داشته باشد. او می‌خواست، حتی الامکان همه چیز واضح باشد؛ حتی اشیایی که کمتر در معرض دید قرار دارند یا اشیایی که کاملاً در تاریکی فرورفته‌اند و دیده نمی‌شوند. او از لنز تله نفرت داشت، چون با استفاده از این لنز، بخشی از کادر ناواضح می‌شود.
استفن بار، معتقد است که درونمایه‌های مصیبت، ایثار و تعالی در فیلم دوشیزه اویو، ریشه در مسائل عدالت اجتماعی دارند. در واپسین آثار میزوگوچی، تمایل او برای پرداختن به چنین درونمایه‌هایی بیشتر است. فیلم دوشیزه اویو، حدیث مبارزه علیه تابوهاست. شینوسکه، قرار است با اوشیزو ازدواج کند؛ اما عاشق خواهر بزرگتر او، یعنی اویو، می‌شود. پس از ازدواج شینوسکه با اوشیزو، رابطهٔ سه نفرهٔ آن‌ها از هم می‌پاشد. اویو با تاجر ثروتمندی ازدواج می‌کند و اوشیزو، به هنگام وضع حمل می‌میرد. در آخرین صحنهٔ فیلم، شینوسکه را در حال خواندن آوازی از یک نمایش نو (noh) می‌بینیم. این آواز خاطرهٔ لحظات شیرین او با اویوست. او در حال آواز خواندن، خود را به رودخانه می‌افکند و ناپدید می‌شود. میزوگوچی در این فیلم، لایه‌های مختلف روایت در رمان اصلی را کنار گذاشته‌است و برای اینکه سه شخصیت اصلی فیلم خود را به لحاظ روایی تشریح کند، از دوربین متحرک یاری گرفته‌است. فیلم بعدی میزوگوچی یعنی زنی از موزاشینو نیز، در همان سال ساخته شد و مانند فیلم قبلی، با موفقیت روبرو نشد. بسیاری از منتقدان، این فیلم را از آثار برجستهٔ سینمایی می‌دانند. ریچارد تاکر، حرکت دوربین در این فیلم را با صحنهٔ افتتاحیهٔ قصهٔ آخرین گل‌های داوودی مقایسه می‌کند، در اینجا نیز، دوربین که سوار بر کرین است در نمایی بلند شخصیتهای فیلم و همسایه‌های آن‌ها را که عناصر برقراری تضاد در داستان فیلم‌اند، به تصویر می‌کشند.
قهرمان زن در این فیلم، میچیکو نام دارد. او زنی حساس، با افکاری سنتی است که نمی‌تواند خود را با دنیای پس از جنگ، سازگار کند. او سعی دارد میراث گذشتهٔ خویش را از گزند این جامعهٔ پول‌پرست دور نگاه دارد. پسرعموی میچیکو و همسرش که شوهر وی را سرکیسه می‌کنند، نماد روحیهٔ پول‌پرستی در دوران پس از جنگ‌اند. تسوتومو، دوست میچیکو، برخلاف بقیه، نه از دنیای قدیم دل خوشی دارد و نه از دنیای جدید راضی است؛ با این حال، او، همنوا با دیگران به میچیکو خیانت می‌کند. میچیکو در اقدامی افتخارآمیز خود را می‌کشد و ماترک خویش را برای تسوتومو باقی می‌گذارد.

### زندگی اوهارو
میزوگوچی بنا به گفتهٔ یودا، فیلمنامه‌نویسش، به موفقیت فیلم راشومون در جشنوارهٔ ونیز غبطه می‌خورد؛ بر همین اساس، تصمیم گرفت فیلم بعدی‌اش، یعنی زندگی اوهارو (۱۹۵۲) را بسازد. این فیلم که در هر صورت اثری جاه‌طلبانه است، در میان آثار او نقطهٔ عطفی محسوب می‌شود و مرحلهٔ جدیدی را در کارش بنیان می‌گذارد. فیلمبرداری این فیلم، در نزدیکی شهر کیوتو، در پارکی انجام شد که در زمان جنگ بمباران شده بود. هر پانزده دقیقه یک‌بار، قطاری از این محل می‌گذشت و به همین دلیل جدول زمانی فیلمبرداری، براساس حرکت قطارها تنظیم می‌شد؛ با این حال، هیچ‌چیز نمی‌توانست تمرکز ذهنی مثال زدنی کارگردان را برهم زند. تا زمانی که دستگاه کرین، از کیوتو نرسید و وسایل صحنه را که متعلق به موزه‌ای بود، نیاوردند؛ میزوگوچی، فیلمبرداری این فیلم را آغاز نکرد. طبق معمول، هر صحنه، بارها و بارها فیلمبرداری می‌شد. بودجهٔ فیلم از حد تعیین شده، بالاتر رفت. کمال‌گرایی وسواس‌گونه، چنین بهایی را نیز می‌طلبد. اگرچه زندگی اوهارو در ژاپن به توفیق مالی دست نیافت و شمار اندکی از منتقدان آن را پسندیدند، اما برای نمایش در جشنوارهٔ ونیز انتخاب شد و در آنجا به نمایش درآمد. این فیلم شیر نقره‌ای بهترین کارگردانی را به‌طور مشترک با فیلم مرد آرام ساختهٔ جان فورد، به دست آورد. موفقیت این فیلم را باید شروعی دیر هنگام برای معرفی میزوگوچی به جهان سینما تلقی کرد، چون او چهار سال بعد درگذشت.

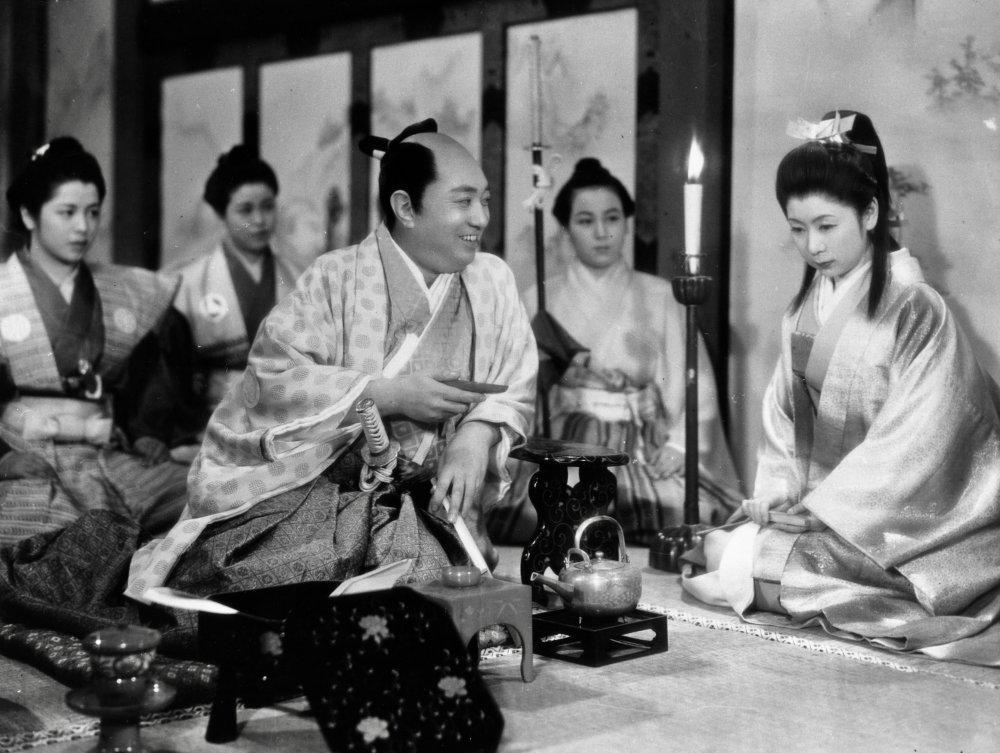
صحنه ای از فیلم زندگی اوهارا

بخش اعظم داستان فیلم که در قرن هفدهم می‌گذرد، از طریق فلاش‌بک و توسط اوهارو که اکنون ۵۰ ساله است، روایت می‌شود. او در معبدی بودایی روبروی مجسمه‌ای نشسته‌است و گذشته‌اش را به یاد می‌آورد. اوهاروی جوان و زیبا، عاشق جوانی (توشیرو میفونه) می‌شود که جزو طبقهٔ فرودست اجتماع است. این رابطه عاشقانه کشف می‌شود؛ به دلیل اینکه اوهارو دختر یک سامورایی قصر سلطنتی است، مرد جوان را به اعدام محکوم می‌کنند و اوهارو به همراه والدینش از قصر اخراج می‌شوند. ازدواج اوهارو با مردی، باعث می‌شود مدت کوتاهی خوشبختی به سراغش بیاید؛ اما در حادثه‌ای شوهر او کشته می‌شود و خوشبختی از اوهارو روی می‌گرداند و وی غرق در بدبختی می‌شود. فلاش‌بک فیلم با از حال رفتن اوهارو پایان می‌پذیرد. اوهارو، از طریق مادرش پی می‌برد که فرزندش جانشین لرد ماتسوتورا شده‌است. اما او به دلیل گذشته‌اش، اجازه ندارد خود را به فرزندش معرفی کند. اوهارو، بار دیگر، زندگی خانه بدوشی را از سر می‌گیرد.
فیلمنامهٔ زندگی اوهارو را یودا براساس رمان مشهوری اثر سای کاکوایهارا نویسندهٔ قرن هفدهم ژاپن نوشت. جاناتان رزنباوم فیلم را تلفیقی از واقع‌گرایی تاریخی وفادار به رمان اصلی، و به نوعی انتقاد میزوگوچی از گیشاهای امروزین می‌داند. با این حال، یان الیزاوا، به دلیل روحیهٔ اوهارو در مواجهه با بدبختی‌های بی‌پایان زندگی، این فیلم را بیشتر اثری رمانتیک می‌داند تا واقع‌گرا. اندرو ساریس معتقد است: «از نظر میزوگوچی، پرداختن به مسئله حقوق زنان، بیشتر گسترش منطقی اعادهٔ حقوق بشر است.» او در مورد پایان فیلم نیز می‌نویسد: «بدبختی پشت بدبختی. هنز اوهارو تاب تحمل دارد. او پسرش را ملاقات می‌کند و سپس به عنوان آوازه‌خوانی دوره‌گرد رهسپار مقصدی نامعلوم می‌شود. در آخرین فریمهای فیلم، اوهارو مکثی می‌کند؛ به دیوارهٔ معبد در دوردست نگاه می‌کند؛ از مقابل تصویر کنار می‌رود و لبهٔ کلاه شیبداری که بر سر نهاده‌است، در کادر باقی می‌ماند.» رزنباوم این تصویر را یک پایان‌بندی می‌داند که چیزی به ما نمی‌گوید، اما در عین حال، همه چیز را شرح می‌دهد.
با موفقیت زندگی اوهارو در جشنواره فیلم ونیز، فیلمسازان و منتقدان موج نوی فرانسه، میزوگوچی را مانند یک قهرمان پذیرا شدند. ژاک ریوت در مقاله‌ای که در سال ۱۹۵۸ در کایه دو سینما به چاپ رسید، خاطرنشان کرد که چگونه آثار میزوگوچی توانسته‌اند با زبانی مشترک، از موانع فرهنگی عبور کنند. او می‌نویسد: «تنها زبانی که یک فیلمساز می‌تواند با آن سخن بگوید زبان میزانسن است.» در مشاجره‌های قلمی که در مورد کوروساوا و میزوگوچی برپا می‌شد؛ به نظر فرانسویها، میزوگوچی برتری و رجحان داشت.

### اوگتسو مونوگاتاری
به دنبال موفقیت زندگی اوهارو ماسیاچی ناگاتا دوست قدیمی میزوگوچی به او پیشنهاد کرد با اختیار تام فیلم اوگتسو مونوگاتاری (۱۹۵۳) را بسازد. فیلمنامهٔ این فیلم را یودا و کائوگوچی باهم نوشتند. منبع اقتباس آنها، مجموعه قصه‌ای به همین نام است که آن را اکنیاری یوئدا در قرن هجدهم نوشته بود و دیگری داستان دکور نوشتهٔ گی دوموپاسان است. داستان فیلم در دوران جنگ‌های داخلی در قرن شانزدهم می‌گذرد. گنجوروی کوزه‌گر، به قصد فروش کوزه‌هایش، خانه را ترک می‌کند؛ اما در زیبایی گمراه‌کنندهٔ جهانی رؤیایی گم می‌شود. روح شاهزاده‌ای که سال‌ها پیش مرده‌است، او را اغوا می‌کند. وقتی که این رؤیا درهم شکسته می‌شود و گنجورو به روستایش بازمی‌گردد؛ پی می‌برد که همسرش را سربازان کشته‌اند. گنجورو، برای بزرگ کردن فرزندش، تن به هر حقارتی می‌دهد. در روایتی موازی توبی، برادر گنجورو را دنبال می‌کنیم. او مشتاق است سرباز بزرگی شود، در این راه، به دوز و کلک نیز متوسل می‌شود. وی در خانه‌ای بدنام، با همسرش روبرو می‌شود و نادم و پشیمان همراه همسرش به روستا بازمی‌گردد تا به برادرش، گنجورو ملحق شود.

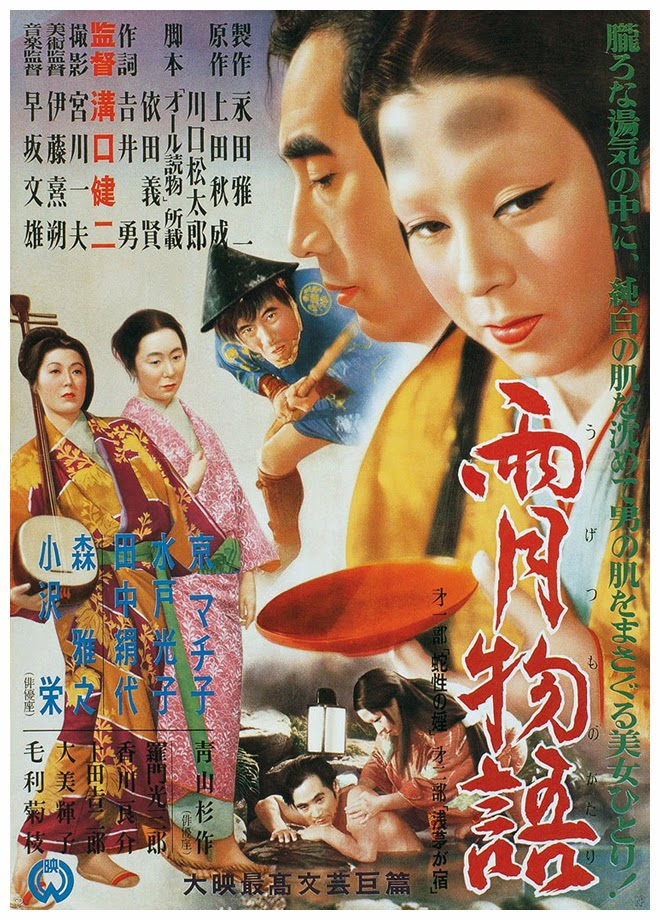
پوستر فیلم اوگتسو

در یکی از نامه‌های فراوانی که میزوگوچی برای یودا نوشت؛ درونمایهٔ اصلی فیلم را چنین شرح داده‌است: «آیا جنگ از انگیزه‌های شخصی حکمرانان نشأت می‌گیرد یا منشأ آن علاقهٔ مردم است؟ چگونه خشونت که به قالب جنگ درمی‌آید، باعث سرکوب دیگران می‌شود و هم از نظر روحی و هم از نظر جسمی، مایهٔ عذاب آنها می‌شود؟» میزوگوچی، این درونمایه را نه با واقع‌گرایی مستندگونه، بلکه با دیدگاهی هیجان‌انگیز، شرح می‌دهد؛ دیدگاهی که در آن واقع‌گرایی و سوررئالیسم، واقعیت خشک، عبوس و ملموس و رؤیایی آشفته، به گونه‌ای فریبنده، در کنار یکدیگر دیده می‌شوند. دانلد ریچی اعتقاد دارد که زیبایی ظاهری فیلم و پیام اخلاقی و محافظه‌کارانهٔ اوگتسو… در نماهای ابتدایی و انتهایی فیلم متجلی شده‌اند. «اوگتسو… با یک نمای سراسرنما، حول دریاچه‌ای آغاز می‌شود؛ نمایی که از حاشیهٔ انتهایی دریاچه آغاز می‌شود و سپس، با حرکت رو به پایین دوربین، سرانجام به دهکده می‌رسد. فیلم، با تصویر پدر و پسری تمام می‌شود که ظرفی برنج بر سر قبر همسر/مادر آورده‌اند…، دوربین توقف می‌کند؛ سپس، با چرخشی افقی و سپس حرکتی عمودی، همان شکل حرکت در نمای ابتدایی را پیدا می‌کند. این نماهای شبیه به هم اما متفاوت، مانند دو قلاب؛ یعنی، فیلم را دربرگرفته‌اند. این دو نما به دو مارپیچی شبیه‌اند که داستان دو زن را روایت می‌کنند که یکی، از زندگی به سمت مرگ رفته‌است و دیگری شبحی است که از مرگ به سوی زندگی می‌آید.» میزوگوچی به میاگاوا-فیلمبردارش-، گفته بود که دلش می‌خواهد فیلمش مانند نقاشی‌های ژاپنی که بر روی طومار رسم می‌شوند؛ به نظر بیاید؛ یعنی انتقال فضا و اتمسفر، با حرکات سیال دوربین دنبال شود.
برخی منتقدان غربی مانند ماکس تسیر، در مورد فریبندگی فیلم در نظر تماشاگر غربی، اظهار تردید می‌کنند. اما کسانی مانند اندرسن و ریچی، بر آن‌اند که فیلم یکی از کاملترین آثار تاریخ سینمای ژاپن است. اوگتسو…، در ژاپن با موفقیت روبرو شد و در فهرست نشریهٔ سینمایی سینمای ژاپن، ردهٔ سوم را به خود اختصاص داد. اما، موفقیت فیلم، در خارج ژاپن خیره‌کننده بود. میزوگوچی، برای اولین بار از ژاپن خارج شد و به همراه یودا و خانم تاناکا، در جشنوارهٔ ونیز شرکت کرد. فیلم تعطیلات رمی ساختهٔ ویلیام وایلر و اوگتسو مونوگاتاری برای دریافت شیر نقره‌ای رقیب یکدیگر بودند. اما، فیلم میزوگوچی، برندهٔ این جایزه و جایزهٔ منتقدان ایتالیایی شد.

### سانشوی مباشر
میزوگوچی در سال ۱۹۵۴ سه فیلم ساخت که یکی از آن‌ها یعنی سانشوی مباشر جزو بهترین آثار اوست. جان جیلت، این فیلم را نه تنها یک اثر بزرگ سینمایی کلاسیک، بلکه محققانه‌ترین و دشوارترین اثر میزوگوچی و شایستهٔ صفت حیرت‌آور، می‌داند. این صفتی است که مخالفان میزوگوچی، از آن به عنوان دشنام علیه او استفاده می‌کنند.

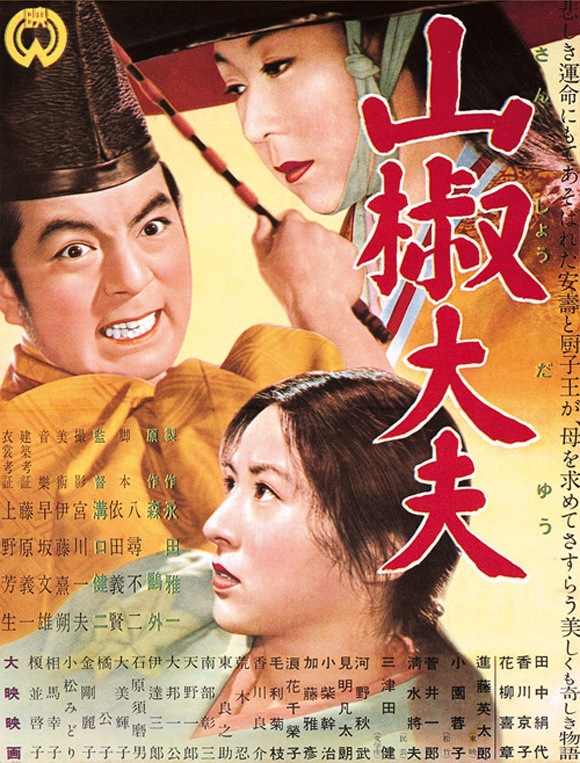
پوستر فیلم سانشوی مباشر

داستان فیلم در ژاپن قرن یازدهم می‌گذرد. یکی والی ایالتی به فرزندان خود آموزش می‌دهد که «انسان بی‌وجود ترحم؛ انسان نمی‌ماند.» حساسیت این والی در برابر حقوق رعایا، باعث تبعید او می‌شود. همسرش، تاماکایی (کینویو تاناکا)، دلش می‌خواهد به شوهرش ملحق شود، اما راهزنان او را می‌ربایند و یک مرکز فحشا، در جزیرهٔ سادو، می‌فروشند. زوشیو، پسر او و آنجو، دخترش، به عنوان برده، به خدمت سانشو در می‌آیند که آدم سنگدلی است چند سال بعد، نخست‌وزیر، زوشیو را به عنوان والی ایالتی انتخاب می‌کند؛ یعنی وی به همان شغلی می‌رسد که پدرش داشت. او همهٔ برده‌های سانشو را آزاد می‌سازد و خود او را نیز تبعید می‌کند. سپس، او به جستجوی مادرش برمی‌آید و پی می‌برد که مادرش کور و ناتوان، ساکن جزیرهٔ سادوست. آن‌ها همدیگر را می‌یابند.
اگرچه داستان این فیلم، از روی رمانی اثر اوگایی موری اقتباس شده‌است؛ اما در ژاپن، همه، به‌خوبی این اثر اسطوره‌ای را می‌شناسند. بنابر نظر تونی رینز، میزوگوچی با استفاده از این داستان آشنا، گزارشی کاملاً تصویری از چرخش گردونهٔ تاریخ ارائه می‌کند. فیلم، با تصاویری از بقایای سنگی و باستانی ژاپن آغاز می‌شود که در طول فیلم باز هم این تصاویر را می‌بینیم. این تصاویر بدین منظور به کار رفته‌اند تا دوران وقوع داستان را از چشم امروزی‌ها روایت کند. شیوهٔ روایت فیلم؛ به گونه‌ای حساب‌شده، دوپهلوست. با استفاده از دیزالوهای طولانی و فلاش‌بک، زمان تشریح می‌شود و فاصله‌ای که میان اعضای این خانواده به وجود آمده‌است، به تصویر درمی‌آید. میزوگوچی، در این فیلم، تنها به یک موضوع بسنده نمی‌کند؛ فیلم او، همانقدر که دربارهٔ نقش و قدرت مذکر/مؤنث در خانواده است؛ به همان نسبت دربارهٔ مبارزهٔ تاریخی میان خودکامگی و آزادی‌خواهی نیز است. در واپسین نمای فیلم، دوربین پس از آنکه در آغوش گرفتن مادر و فرزند را نشان می‌دهد، حرکتی رو به بالا دارد و به سمت جلبک‌های دریایی پن می‌کند که بر ساحل دریا افتاده‌اند. این نما، ما را به یاد اندیشه بودایی میزوگوچی می‌اندازد. از سانشوی مباشر در خارج از ژاپن استقبال بیشتری شد. در جشنوارهٔ ونیز، این فیلم به همراه هفت سامورایی، جایزهٔ شیر نقره‌ای جشنواره را دریافت کرد.

### افسانهٔ چیکاماتسو
سومین فیلمی که میزوگوچی در ۱۹۵۳ ساخت، افسانهٔ چیکاماتسو نام دارد. شاید به دلیل وفاداری میزوگوچی به قصهٔ اصلی است که این فیلم نزد منتقدان ژاپنی و همقطاران خود او، یکی از دوست‌داشتنی‌ترین آثارش به‌شمار می‌آید.
فیلم، سرگذشت چیکاماتسو، استاد خیمه‌شب‌بازی قرن هفدهم را روایت می‌کند. قصه، در کیوتو روی می‌دهد. موهی، طراح است و درفروشگاه فردی به نام اشون، کار می‌کند. اشون درخواست همسر زیبایش اوسان را برای ادای قرض برادر او رد می‌کند. موهی به کمک این زن می‌شتابد و پس از آن به جرم جعل اسناد زندانی می‌شود. پیشخدمت اوسان، به او می‌گوید که اشون قصد فریب او را داشته‌است. آن دو، برای به دام انداختن اشون، جای خواب خود را با یکدیگر عوض می‌کنند؛ اما، نقشهٔ آن‌ها به هم می‌ریزد، موهی و اشون در کنار هم قرار می‌گیرند؛ بدین شکل آن دو گرفتار می‌شوند. آنان بیگناه‌اند ولی در مظان اتهام قرار دارند. اوسان، خواستهٔ شوهرش را نمی‌پذیرد و خودکشی نمی‌کند. او به موهی که گریخته‌است، ملحق می‌شود. فردای آن شب، هر دو دستگیر می‌شوند. اشون، به دلیل تلاش برای اختفای جرم همسرش تبعید می‌شود و در پایان موهی و اوسان را در کنار یکدیگر، به صلیب می‌کشند. یکی از مستخدمان اوسان، هنگام مشاهدهٔ این صحنه می‌گوید تا به حال ندیده‌است که خانمش اینقدر شاد باشد.
نوئل بورچ، درونمایهٔ فیلم را نمونه‌ای از «فردگرایی بدبینانه» ی آثار پس از جنگ میزوگوچی می‌داند. بلتن این فیلم را چنین ارزیابی می‌کند که عشق باعث می‌شود انسان از زندان و انزوایی بگریزد که جامعه برایش ایجاد کرده‌است. او اعتقاد دارد که چنین درونمایه‌ای، در واقع، اشاره به خود کارگردان به عنوان یک هنرمند دارد. سبک بصری فیلم، نمونه‌ای است از تلاش میزوگوچی برای رسیدن به شیوهٔ صحنه-نما… که یان کریستی آن را ساختار تصویری پیچیده‌ای می‌داند. این فیلم برخلاف خواهران گیون یا اوگتسو…، با نمای بلند آغاز نمی‌شود؛ بلکه شروع آن چندنماست که مک دانلد آن‌ها را این‌گونه تحلیل می‌کند: «در کنار هم قرار گرفتن این نماها نشان‌دهندهٔ ناهمگونی اجتماعی این دو قهرمان مرد و زن فیلم است.»

### فیلم‌های رنگی
دو فیلم بعدی میزوگوچی به طریقهٔ رنگی فیلمبرداری شده‌اند؛ اما هیچ‌کدام نقطهٔ مثبتی در کارنامهٔ سینمایی او محسوب نمی‌شوند. او که مایل بود از تکنیک سینماسکوپ نیز بهره گیرد؛ از فیلمبردارش میاگاوا خواست که در مورد دوربین ویستاویژن و سینماسکوپ تحقیق کند. او نیز برای آشنایی و مطالعهٔ این شیوه‌های فیلمبرداری به هالیوود سفر کرد. با همهٔ اینها، فیلم پرنسس یانگ کوی فی، که در سال ۱۹۵۵ به روی پرده آمد، به فیلمی تبدیل شد کاملاً مخالف آنچه کارگردانش می‌خواست. به دلیل گوشهٔ چشمی که تهیه‌کننده‌های فیلم، به بازارهای غرب داشتند؛ این فیلم به اثری بسیار تجاری بدل شد. میزوگوچی که در این دوران عوارض سرطان خون (بیماری لوکمی) را در خود احساس می‌کرد، با همکاری فیلمنامه‌نویسانش، سعی کرد تا تغییرات عمده‌ای در این فیلم اعمال کند.
این فیلم، براساس یک شعر غنایی چینی ساخته شده‌است و قصهٔ امپراتور چین را روایت می‌کند که عاشق مستخدمه‌ای می‌شود. در یک دوران خوش و کوتاه؛ مستخدمه به امپراتور، لذت بردن از زندگی را می‌آموزاند. این دختر طی توطئه‌ای، محکوم به اعدام می‌شود و او با از خودگذشتگی، به این حکم تن در می‌دهد. فیلم، در فلاش‌بکی طولانی، قصه‌اش را بازگو می‌کند؛ امپراتور که حالا پیر شده‌است، داستان زندگی‌اش را به خاطر می‌آورد و سرانجام، به هنگام مرگ تجدید دیداری با دلبند خویش می‌کند. برخی از منتقدان این فیلم را بی‌مزه و بی‌محتوا ارزیابی کردند و برخی مانند ریچی و اندرسن، فیلم را اثر ضعیفی دانستند که دستکم به لحاظ تصویری، زیباست. این فیلم به جشنوارهٔ ونیز ارسال شد اما جایزه‌ای کسب نکرد و تنها فیلمبرداری رنگی آن، مورد توجه قرار گرفت.
قصه‌های جدید تایراکلان فیلم بعدی میزوگوچی است. یودا می‌گوید که احساس می‌کرد که کارگردان علاقهٔ زیادی به این فیلم ندارد. قصهٔ فیلم در قرن دوازدهم می‌گذرد و به قدرت رسیدن کیوموری را روایت می‌کند که یک سامورایی یاغی است. او از چند راهب معبدنشین در برابر اشراف پوسیدهٔ آن دوران، حمایت می‌کند. برخی از منتقدان، استفاده از رنگ و بازی رازیو ایچیکاوا در نقش اصلی این فیلم را تحسین کردند و برخی آن را تمرینی در ژانر جذاب فیلم‌های تاریخی دانستند. جان جیلت، فیلم را روایتی مهیج از یک توطئه سیاسی ارزیابی می‌کند. ریچارد تاکر معتقد است که با تماشای این فیلم باید پذیرفت که میزوگوچی، بهترین کارگردان سینمای ژاپن در آن دوران است. تسوجی، در این فیلم، تأثیر دختری با روبان زرد اثر جان فورد را مشاهده می‌کند.

### آخرین فیلم
آخرین اثر میزوگوچی، موضوعی امروزی دارد و به طریقهٔ سیاه و سفید فیلمبرداری شده‌است. نام فیلم، خیابان شرم است و قصهٔ پنج زن را با پس‌زمینه‌های متفاوت اجتماعی و شخصی بازگو می‌کند که در خانهٔ رؤیاها، که مکان بدنامی است، گرد هم آمده‌اند. میزوگوچی می‌خواست تا فضای فیلمش شبه مستند باشد؛ اما صاحبان این‌گونه مکان‌ها اجازه فیلمبرداری به او ندادند. برخلاف اینکه فیلم فضای سردی دارد، اما به پرفروشترین ساختهٔ میزوگوچی بدل شد. این فیلم نخستین اثر دربارهٔ زندگی معاصر ژاپن است که تحسین بسیاری از تماشاگران آمریکایی را برانگیخت. فیلیپ دمون سابلن، میزوگوچی را به آهنگسازی تشبیه می‌کند که با ریتم و تنالیته سروکار دارد. او اعتقاد دارد که میزوگوچی همانند ماکس افولس و اتو پره مینجر، تمامی ابتکار و خلاقیت خویش را به کار می‌گیرد تا هنرپیشه‌اش بتواند کنه وجود خویش را بر پرده آشکار کند.

## مرگ
در ماه مه ۱۹۵۶ میزوگوچی بر روی تخت بیمارستان، در حالی که بر روی فیلمنامهٔ افسانهٔ اوزاکا کار می‌کرد، درگذشت.
او آدمی کمال‌گرا بود و همان‌طور که کیکومک دانلد می‌گوید: در همه چیز کمال‌گرا بود و گاه حتی به شکل اسف‌بار.
یودا فیلمنامه‌نویس او می‌گوید:«به محض اینکه فیلمنامه تمام می‌شد، مجبور می‌شدم به ایرادهایی که میزوگوچی از فیلمنامه می‌گرفت، فکر کنم؛ او به من می‌گفت «فیلمنامه باید قویتر و عمیقتر شود. آدم باید سریع‌الانتقال باشد، نه تنها در ظاهر بلکه در تمامیت انسانی خود. ما باید بدانیم که ژاپنی هستیم و نه نسبت به زندگی خود و نه هستی، هیچ دیدگاه ایدئولوژیکی نداریم.» حرف‌های او، آنقدر در من اثر می‌کرد که می‌فهمیدم عقل ضعیفی دارم؛ برای همین سعی می‌کردم بارها فیلمنامه را بازنویسی کنم تا آنچه که او می‌خواست؛ به دست بیاید.»
کائوگوچی، دوست قدیمی میزوگوچی، همواره از کار کردن بر روی فیلمنامه فیلمهای او استقبال می‌کرد؛ اگرچه این حس را نیز داشت که میزوگوچی، به دلیل حساسیتهای زیادی که دارد، روزگار او را سیاه خواهد کرد. او میزوگوچی را فرصت‌طلبی می‌داند که در کارش یک کیفیت خاص و مستمر وجود داشت. به نوعی، یک میزوگوچی‌گرایی خاص، که (به تصویر صفحه مراجعه شود) می‌شود آن را «جستجو به دنبال زیباییها و درهمه جا»، تعریف کرد. برای همین، کائوگوچی به او علاقه داشت و می‌گفت: «میزوگوچی و من آدمهایی بدون آرمانیم.»
دیدگاه التقاطی میزوگوچی، یا آنچه که نوئل بورچ آن را «سیال بودن ایدئولوژی او» می‌نامد مورد توجه بسیاری از منتقدان غربی است. اما ژاپنی‌ها بر این باورند که دیدگاه میزوگوچی، با ارزشهایی مرسوم در ژاپن، نمی‌خواند. تادائو ساتو، معتقد است که در ژاپن، میزوگوچی را به عنوان یک واقع‌گرا، و کسی که به دنبال ماهیت انسانی است و به عنوان هنرمندی زیباگرا، مورد تحسین قرار می‌دادند. در بسیاری از نقدهایی که در مورد آثار او نوشته‌اند، این نکته به چشم می‌خورد که هجوم تمام عیار میزوگوچی علیه ارزش‌های کهن، به نوعی، گریز از این ارزش‌ها محسوب می‌شود. نماهای طولانی آثارش و بی‌توجهی به ضرباهنگ نماهای کوتاه را می‌توان محافظه‌کاری او در عرصهٔ روش‌شناسی سینمایی دانست.
واکنش غربی‌ها در مورد تأثیر میزوگوچی بر سینما، به‌طور کلی بر واپسین آثار او استوار است. نوئل بورچ، حتی پا را فراتر می‌گذارد و آثار میزوگوچی پس از ۱۹۴۷ را رد می‌کند و آن‌ها را «گزینش فرصت‌طلبانهٔ تکنیکهای فیلمسازی غربی» قلمداد می‌کند.
خود میزوگوچی، اشاره کرده‌است که اشترنبرگ، ویلیام وایلر، مارسل لربیه و جان فورد، بر او تأثیر گذاشته‌اند؛ اما دیگران به تأثیر فریدریش ویلهلم مورنائو، مکس افولس و جرج کیوکر بر آثار او اشاره کرده‌اند. پس از درگذشت میزوگوچی، آکیرا کوروساوا که او را نقطهٔ مقابل میزوگوچی می‌دانند؛ چنین گفت: «اکنون که میزوگوچی رفته‌است، دیگر کارگردانان اندکی باقی مانده‌اند که بتوانند گذشته را این‌چنین واضح و واقعی ببینند،» و مانند همیشه، دلم می‌خواهد نشان دهم که تعدادی آدم استثنایی چگونه زندگی را می‌گذرانند؛ و از آنجا که مایل نیستم تماشاگر آثارم با نگاه کردن به این منظرهٔ تماشایی به نومیدی کشیده شود، دلم می‌خواهد که احساس و مفهوم جدیدی برایش خلق کنم، تا اینکه احساس یأس و نومیدی نداشته باشد؛ و هنوز هم در مجموع نمی‌توانم گذشته و حس آن را نادیده بگیرم. من دلبستهٔ گذشته‌ام و البته امید اندکی نیز به آینده دارم.»

## نقل قول‌ها
ژان دوشه منتقد فرانسوی: «کِنجی میزوگوچی، همچون باخ، تیشن و شکسپیر، او هم در هنرش برترین است.»
ژان لوک گدار کارگردان بزرگ فرانسوی: «بزرگترینِ فیلمسازان ژاپنی، یا به‌سادگی یکی از بزرگترینِ همهٔ فیلمسازان.»
وینسنت کَنبی منتقد نیویورک تایمز: «یکی از کارگردان‌های بزرگ عصر ناطق.»

## فیلم‌شناسی
- روزی که عشق بازگشت (۱۹۲۲)
- زادگاه (۱۹۲۲)
- رویاهای جوانی (۱۹۲۲)
- شهر آتش (۱۹۲۲)
- "۸۱۳" (۱۹۲۲)
- خون و روح (۱۹۲۲)
- بندر مه آلود (۱۹۲۳)
- شب (۱۹۲۳)
- در طول خرابه‌ها (۱۹۲۳)
- آواز گذرگاه کوهستانی (۱۹۲۳)
- ابله غمگین (۱۹۲۴)
- ملکهٔ عصر جدید (۱۹۲۴)
- زن‌ها قوی هستند (۱۹۲۴)
- بدون پول مبارزه‌ای نیست (۱۹۲۵)
- زن لذت (۱۹۲۵)
- مرگ در سپیده دم (۱۹۲۵)
- ملکهٔ سیرک (۱۹۲۵)
- پس از سال‌ها تحصیل (۱۹۲۵)
- لبخند زمین ما (۱۹۲۵)
- در اشعهٔ سرخ آفتاب خفته (۱۹۲۵)
- آواز وطن (۱۹۲۵)
- مرد (۱۹۲۵)
- سلطان یک شاهی (۱۹۲۶)
- اشتباه من ادامه دارد (۱۹۲۶)
- هوس یک خانم معلم (۱۹۲۶)
- پول (۱۹۲۶)
- بچه‌های دریا (۱۹۲۶)
- مثل قلب بوالهوس یک پرنده (۱۹۲۷)
- زندگی یک مرد (۳ قسمت) (۱۹۲۸)
- پل نیهون (۱۹۲۹)
- خورشید غروب‌کننده طلوع می‌کند (۱۹۲۹)
- سنفونی شهری (۱۹۲۹)
- زادگاه (۱۹۳۰)
- اوکیچی بیگانه (۱۹۳۰)
- و هنوز آن‌ها ادامه می‌دهند (۱۹۳۱)
- جشنوارهٔ گیون (۱۹۳۳)
- میان عشق و نفرت (۱۹۳۴)
- باکره‌ای از اویوکی (۱۹۳۵)
- خواهران گیون (۱۹۳۶)
- مرثیهٔ اوزاکا (۱۹۳۶)
- میان عشق و نفرت (۱۹۳۷)
- آه زادگاهم (۱۹۳۸)
- آواز اردو (۱۹۳۸)
- داستان آخرین گل داوودی (۱۹۳۹)
- زنی از اوزاکا (۱۹۴۰)
- زندگی یک نقاش (۱۹۴۰)
- چهل و هفت رونین (۱۹۴۱)
- سه نسل دانجورو (۱۹۴۴)
- آواز پیروزی (۱۹۴۵)
- شمشیر بیجومارو (۱۹۴۵)
- پیروزی زنان (۱۹۴۶)
- اوتامورا و پنج زنش (۱۹۴۶)
- عشق سوماکوی هنرپیشه (۱۹۴۷)
- زنان شب (۱۹۴۸)
- شعلهٔ عشق من (۱۹۴۸)
- پرتره مادام یوکی (۱۹۵۰)
- دوشیزه اویو (۱۹۵۱)
- بانوی موساشینو (۱۹۵۱)
- زندگی اوهارو (۱۹۵۲)
- قصه‌های ماه اسرارآمیز و رنگ پریدهٔ پس از باران (۱۹۵۳)
- موسیقی گیون (۱۹۵۳)
- اوگتسو مونوگاتاری (۱۹۵۳)
- سانشوی مباشر (۱۹۵۴)
- زنی که از او حرف می‌زنند (۱۹۵۴)
- افسانه‌های شیکاماتسو (۱۹۵۴)
- پرنسس یانگ کوی فی (۱۹۵۵)
- قصه‌های جدید تایراکلان (۱۹۵۵)
- خیابان شرم (۱۹۵۶)
- افسانهٔ اوزاکا (۱۹۵۷ ناتمامش را کیمی سابورو یوشیمورا به پایان رسانید)